# Cornwall (Pennsilvània)
Cornwall és una població dels Estats Units a l'estat de Pennsilvània. Segons el cens del 2000 tenia 3.486 habitants.

## Demografia
Segons el cens del 2000, Cornwall tenia 3.486 habitants, 1.210 habitatges, i 965 famílies. La densitat de població era de 137,9 habitants per quilòmetre quadrat.
Dels 1.210 habitatges en un 32,6% hi vivien nens de menys de 18 anys, en un 71,9% hi vivien parelles casades, en un 4,4% dones solteres, i en un 20,2% no eren unitats familiars. En el 17,5% dels habitatges hi vivien persones soles el 9,1% de les quals corresponia a persones de 65 anys o més que vivien soles. El nombre mitjà de persones vivint en cada habitatge era de 2,58 i el nombre mitjà de persones que vivien en cada família era de 2,91.
Per edats la població es repartia de la següent manera: un 20,9% tenia menys de 18 anys, un 4,9% entre 18 i 24, un 22,7% entre 25 i 44, un 28,1% de 45 a 60 i un 23,5% 65 anys o més.
L'edat mediana era de 46 anys. Per cada 100 dones de 18 o més anys hi havia 82,9 homes.
La renda mediana per habitatge era de 59.550 $ i la renda mediana per família de 66.964 $. Els homes tenien una renda mediana de 44.926 $ mentre que les dones 28.125 $. La renda per capita de la població era de 27.904 $. Entorn de l'1,1% de les famílies i l'1,7% de la població estaven per davall del llindar de pobresa.

## Poblacions més properes
El següent diagrama mostra les poblacions més properes.